# Oscinella nartshukiana
Oscinella nartshukiana är en tvåvingeart som beskrevs av Beschovski 1978. Oscinella nartshukiana ingår i släktet Oscinella och familjen fritflugor.
Artens utbredningsområde är Bulgarien. Inga underarter finns listade i Catalogue of Life.